# لوکاس پائولینی
لوکاس پائولینی (انگلیسی: Lucas Paulini؛ زادهٔ ۱۹ مارس ۱۹۸۹) بازیکن فوتبال اهل آرژانتین است.